# Les Guerres secrètes II
Pour les articles homonymes, voir Les Guerres Secrètes et Secret Wars.
ne pas confondre avec le crossover Secret Wars, publié en 2015 par Marvel.
 (décembre 2023).
Si vous disposez d'ouvrages ou d'articles de référence ou si vous connaissez des sites web de qualité traitant du thème abordé ici, merci de compléter l'article en donnant les références utiles à sa vérifiabilité et en les liant à la section « Notes et références ».
Les Guerres secrètes II (Secret Wars II) est le second crossover historique des comic books publiés par la maison d'édition Marvel Comics.
Faisant suite au premier crossover Les Guerres secrètes (en version originale « Marvel Super Heroes Secret Wars », plus couramment désignées comme les Secret Wars), cette mini-série met en scène une grande partie des super-héros et des super-vilains de l'univers Marvel. Elle voit le retour du Beyonder, l'être omnipotent qui avait téléporté héros et vilains sur un monde étranger dans le premier volume. Cette fois-ci, l'affrontement se déroule sur Terre.

## Résumé
Dans la seconde partie des Guerres secrètes, on voit le Beyonder sur Terre pour essayer d'apprendre le mode de vie des humains en se mêlant à eux. Sa première incarnation est un composite grotesque des héros et vilains qu'il a attiré sur Battleword, et il ne tarde pas à attirer l'attention de la communauté super-héroïque. Il prend ensuite la forme de Steve Rogers, alias Captain America, dont il se différencie en adoptant une chevelure brune et frisée.
En étudiant le désir humain, le Beyonder provoque diverses catastrophes, telle la transformation d'un building en or en paiement des services de Luke Cage. Le Beyonder est rapidement confronté à sa propre insatisfaction lorsque, amoureux de la mutante Dazzler, il se voit rejeté par celle-ci. Une relation amicale avec une jeune fille qui deviendra Meltdown (Tabitha Smith) se termine également par une trahison.
Cherchant conseil auprès du Docteur Strange, le Beyonder découvre son but : permettre aux autres de s'accomplir. Il crée alors une secte encourageant la découverte de ses désirs propres et la recherche de leur accomplissement. Il est de nouveau confronté à l'échec : le Beyonder rencontre en effet le Puma, être destiné à le détruire. Il doit alors choisir entre sa survie et l'accomplissement de son destin, c'est-à-dire fournir au Puma les moyens de le supprimer.
L'intervention de Spider-Man les fera tous deux échouer. Le Beyonder devient alors plus sombre et décide de détruire l'univers, source d'insatisfaction. Ses premières victimes seront les Nouveaux Mutants, qu'il tue puis ramène à la vie pour les opposer aux héros. Une attaque coordonnée de ceux-ci parviendra pourtant à écarter la menace du Beyonder.

## Épilogue
La série Les Quatre Fantastiques offre un épilogue aux Guerres Secrètes. Le Docteur Fatalis a perdu une partie de sa mémoire, donc de son intégrité, à cause des manipulations du Beyonder dans les première et seconde Secret Wars. Il propose aux Fantastiques, menés par Ben Grimm, de le rejoindre dans sa quête du Beyonder.
Celle-ci aboutit à la révélation suivante : la découverte de la Terre par le Beyonder est due à l'origine des pouvoirs d'Owen Reece, l'Homme-molécule. L'Homme-molécule doit réintégrer le Beyonder afin de permettre à ce dernier d'achever son évolution sous la forme du Cube cosmique, cube matérialisant la volonté de son détenteur, et dont la nature explique la volonté du Beyonder d'étudier le désir humain.

## Publications
- En France : Spidey no 78 à 87 (éditions Lug)